# Orsa landskommun
Orsa landskommun var en kommun i dåvarande Kopparbergs län (nu Dalarnas län).

## Administrativ historik
Kommunen bildades 1863 i Orsa socken i Dalarna.
I landskommunen inrättat den 13 juni 1902 Orsa kyrkoby municipalsamhälle som 1925 namnändrades till Orsa municipalsamhälle. 1947 blev Orsa landskommun först i landet med ett eget flygfält, detta efter att man övertagit Orsa-Tallhed flygfält, och fått det godkänt av Luftfartsverket som allmän flygplats. Orsa municipalsamhälle upplöstes med utgången av år 1966.
År 1971 ombildades denna landskommun till Orsa kommun.

### Kyrklig tillhörighet
I kyrkligt hänseende tillhörde kommunen Orsa församling.

## Kommunvapen
Blasonering: I fält av guld tre röda orsaslipstenar, ordnade två och en.
Vapnet antogs 1943.

## Geografi
Orsa landskommun omfattade den 1 januari 1952 en areal av 1 807,30 km², varav 1 751,70 km² land.

### Tätorter i kommunen 1960
| Tätort      | Folkmängd |
| ----------- | --------- |
| Orsa        | 2 857a    |
| Hansjö      | 921b      |
| Digerberget | 883c      |
| Skattungbyn | 568       |
| Stackmora   | 370       |
| Slättberg   | 304       |
| Kallmora    | 245       |

Tätortsgraden i kommunen var den 1 november 1960 79,5 procent.

## Politik

### Mandatfördelning i Orsa landskommun 1950-1966
| 13 | 2 | 3 | 7 | 5 |

| 30 |

| 13 | 17 |

| 30 |

| 4 | 12 | 14 |

| 29 |

|  | 14 | 4 | 6 | 3 | 2 |

| 30 |

|  | 14 |  | 4 | 7 | 3 |

| 30 |

| 13 | 2 | 6 | 5 | 4 |

| 29 |

| 12 | 3 | 7 | 5 | 3 |

| 29 |

| 10 | 3 | 9 | 5 | 3 |

| 26 |

### Mandatfördelning i Orsa municipalsamhälle 1962
| 8 | 7 | 5 |

| 19 |